# 타티야나 투란스카야

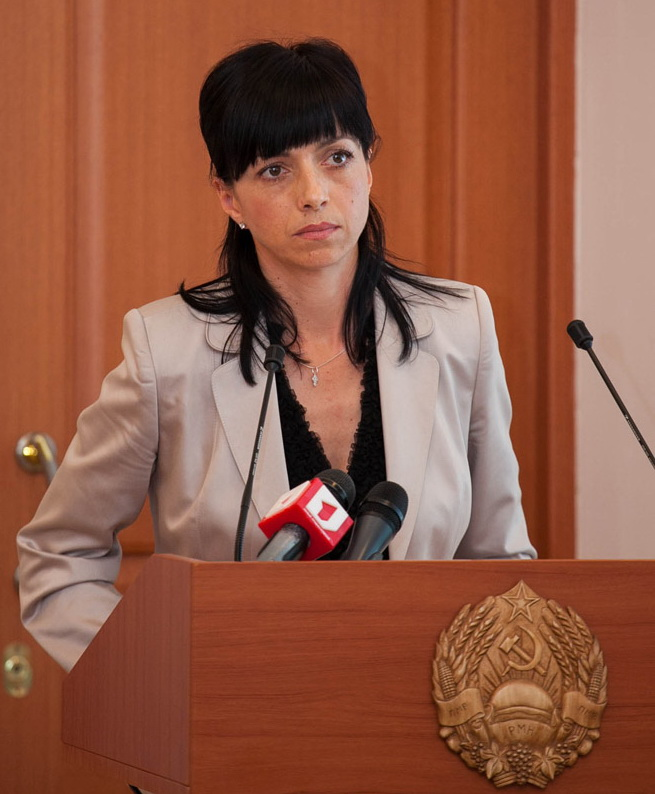
타티야냐 미하일로브나 투란스카야

타티야냐 미하일로브나 투란스카야(러시아어: Татья́на Миха́йловна Тура́нская, 우크라이나어: Тетяна Михайлівна Туранська, 1972년 11월 20일 우크라이나 소비에트 사회주의 공화국 오데사주 벨고로트-드네스트롭스키 ~)는 트란스니스트리아의 정치인이다.
1995년 오데사의 국립경제대학을 졸업하고 1999년부터 13년간 르브니차의 세무공무원으로 일했다. 2012년 예브게니 솁추크 대통령에 의해 르브니차 지역 지사(知事)로 임명되었으며, 2013년 7월 10일 트란스니스트리아의 총리가 되었다. 총리 임명과 함께 르브니차 지사직은 종료되었다.

## 가족관계
기혼이며 두 딸이 있다.